# Witness (Kirk-Knuffke-Album)
Witness ist ein Jazzalbum von Kirk Knuffke. Die im Dezember 2017 entstandenen Aufnahmen erschienen am 15. Oktober 2018 auf SteepleChase Records.

## Hintergrund
Der Kornettist Kirk Knuffke hat in seiner Karriere in vielen verschiedenen Musikrichtungen gearbeitet, notierte Jerome Wilson. So hat er unter eigenem Namen Alben aufgenommen, die der Musik von Erik Satie und Don Cherry gewidmet sind, und er hat auch einen Song des Countrysängers Ernest Tubb gecovert, „Thanks a Lot“ (auf Arms & Hands, 2015). Auf dem Album Witness – Titelsong ist der Spiritual „Witness (for My Lord)“ – befasste er sich mit einem Programm aus Spirituals, Opernarien (u. a. „Credo in un dio crudel“ aus Giuseppe Verdis Otello), Gedichten sowie Pop- und Jazzstandards, die er im Quartett mit dem Klarinettisten Ben Goldberg, dem Pianisten Russ Lossing und dem klassisch ausgebildeten Baritonsänger Steven Herring interpretierte.

## Titelliste
- Kirk Knuffke: Witness (SteepleChase SCCD 31859)[2]
  1. Witness (Traditional) 6:34
  2. Lush Life (Billy Strayhorn) 9:30
  3. Ride On, King Jesus (Traditional) 4:58
  4. The Satellites Are Spinning (Sun Ra) 4:15
  5. Iago’s Credo (Giuseppe Verdi) 5:54
  6. Subway (Carl Sandburg, Kirk Knuffke) 2:34
  7. Aria Mustafa (Gioacchino Rossini) 6:21
  8. Charade (Henry Mancini, Johnny Mercer) 7:50
  9. Storm (Kirby Congdon, Kirk Knuffke) 3:40
  10. The Voice (Ellen Mandel, Thomas Hardy) 4:51
  11. Questo Amor (Giacomo Puccini) 5:10
  12. A City Called Heaven (Traditional) 4:50

## Rezeption
Nach Ansicht von Jerome Wilson, der das Album in All About Jazz rezensierte, ist Herrings souveräne, nachhallende Stimme ein Schwerpunkt dieser Musik. Ihm gelänge es, als Crooner romantischer Popsongs, Gospel-Interpret oder als Opernsänger aufzutreten und sich in den Stoff des instrumentalen Nebenspiels integrieren. Bei den alten Spirituals „Witness“ und „A City Called Heaven“ schaffe er ein leidenschaftliches religiöses Gefühl, während Knuffkes und Goldbergs schlangenartige Linien ihn wie einen Hintergrundchor umgeben. Das dritte Spiritual „Ride On, King Jesus“ werde rasant angegangen; die Opernausschnitte wiederum heben Herings Stimmkraft vor einer formelleren Instrumentalbegleitung hervor, meint der Autor. Auf Verdis „Iago’s Credo“ schleichen sich Knuffke und Lossing bedrohlich unter den Gesang, während sie auf Verdis „Aria Mustafa“ (aus L’italiana in Algeri, 1813) kurze, lyrische Sätze zu seiner Unterstützung austauschen. „Lush Life“ und „Charade“ wurden als launische Balladen mit emotionalem Gesang und melancholischem Klavier vorgetragen; Knuffke spiele besonders weich und reflektierend. Darüber hinaus gibt es eine Version von Sun Ras „The Satellites Are Spinning“ (von dessen Album The Solar-Myth Approach, 1971), die des Arkestras selbst würdig sei, meint der Autor, „eine Collage aus Knallgeräuschen mit dem Kornett, Klarinettenstöhnen und Klavierfragmenten, die Herrings dramatische Mischung aus Rezitation und Gesang schmücken.“ Dieses Album sei ein faszinierendes Beispiel für die Vielseitigkeit von Kirk Knuffke, resümiert Wilson. Ihm gelänge es, sein Kornett auf eine schillernde Vielfalt von Schauplätzen anzuwenden und habe hier in Steven Herring einen erstaunlichen Gesangspartner. Witness sei eine überzeugende Mischung aus Drama und Kunstlied mit frechen Jazz-Aromen.

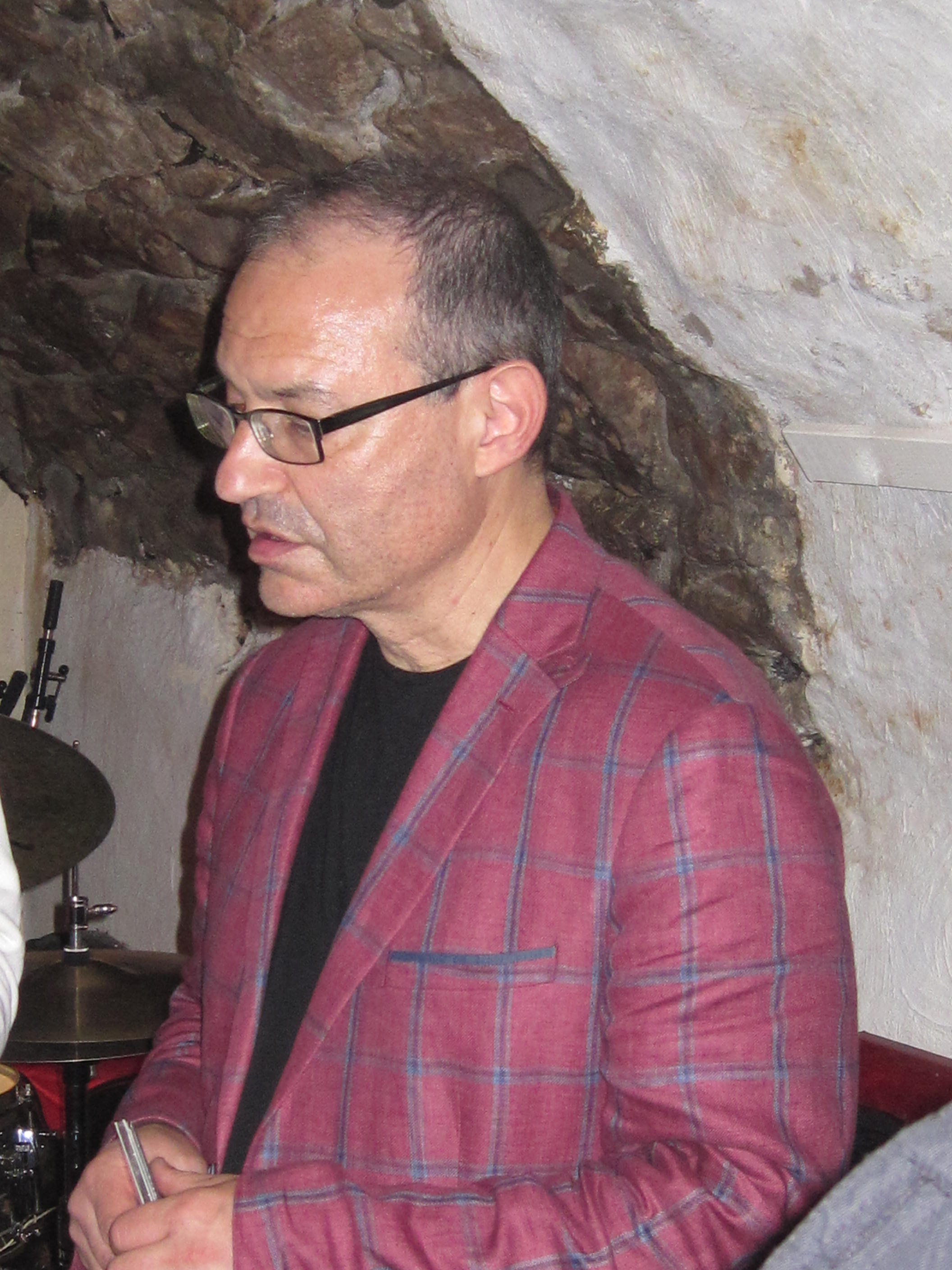
Ben Goldberg 2018

Peter Margasak meinte in Down Beat, Knuffke zeige in seiner Karriere eine fieberhafte Vorstellungskraft und eine unruhige Neugierde, Eigenschaften, die es ihm ermöglichten, mühelos zwischen Tradition und Avantgarde zu wechseln. Dennoch hat er bei Witness das bislang kühnste Projekt seiner produktiven Karriere geliefert, um überraschende Verbindungen zwischen Oper, Spirituals und Free Jazz herzustellen. Der mitwirkende Sänger, der an Johnny Hartman erinnere, wenn er Billy Strayhorns „Lush Life“ dramatisch interpretiere, singe dabei jedoch mit einer Artikulation, die nicht jede Silbe zum Leben erwecke, kritisiert Margasak. Besonders die Opernarien von Puccini, Rossini und Verdi seien etwas schwieriger zu verdauen, da der Sänger mit seiner eher formal angelegten Darbietung mit einer intuitiveren Reaktion der Instrumentalisten kollidiere. Es überrasche daher nicht, dass zu den Höhepunkten Knuffkes Kompositionen zu Carl Sandburgs Gedichten gehörten, in denen alles perfekt passe.
Derek Taylor (Dusted) merkte an, dass sich mit Witness in der von Eklektizismus gekennzeichneten Entwicklung Knuffkes eine weitere Verschiebung ankündige, bei der akklimatisierte Zuhörer möglicherweise einen Vertrauenssprung unternehmen müssten, während die Musik aufgrund der damit verbundenen stilistischen Risiken neue Bewunderer anziehen würde. Im Gegensatz zu vorangegangenen Projekten sei dies das erste, an dem ein Sänger während der gesamten Session beteiligt war, und auf vorhersehbare Weise einer, der nicht gerade dafür bekannt sei, dieselben kreativen Musikkreise wie der Bandleader zu umkreisen. Steven Herring verfüge über ein reichhaltiges und nuanciertes Bariton-Spektrum, das sich gut für die Opernbühne eigne, aber auch die Intervalle von Jazz-Standards beherrsche. Anstatt seine Talente zugeschnitten oder sparsam einzusetzen, mache Knuffke ihn zu einem voll teilnehmenden Teil des Ensembles. Dessen weitere Mitglieder, der Klarinettist Ben Goldberg und der Pianist Russ Lossing setzten regelmäßig Kontrapunkte und offene Improvisation.